# Championnat de Chypre de football 1979-1980
Navigation
Saison précédente Saison suivante
La saison 1979-1980 du Championnat de Chypre de football était la 42e édition officielle du championnat de première division à Chypre. Les quinze meilleurs clubs du pays se retrouvent au sein d'une poule unique, la Cypriot First Division, où ils s'affrontent 2 fois, à domicile et à l'extérieur. En fin de saison, afin de faire passer en 2 ans le championnat de 16 à 14 clubs, les 2 derniers du classement sont relégués et remplacés par le champion de D2.
Après 6 saisons de domination par l'Omonia Nicosie, c'est un autre club de Nicosie qui devient champion cette année : l'APOEL Nicosie, qui termine à égalité de points avec l'Omonia Nicosie en tête du classement, mais premier à la différence de buts, +53 contre +52. C'est le 12e titre de champion de Chypre de l'histoire de l'APOEL. L'Omonia perd son titre de champion mais en gagne un nouveau cette saison après sa victoire en Coupe de Chypre face à l'APOEL Nicosie. En bas du classement, les deux clubs de Paphos, l'APOP et Evagoras, descendent en deuxième division.

## Les 15 clubs participants
| - Evagoras Paphos - AEL Limassol - Olympiakos Nicosie - EPA Larnaca - APOP Paphos - Omonia Nicosie - APOEL Nicosie - Alki Larnaca | - Pezoporikos Larnaca - Anorthosis Famagouste - Keravnos Strovolos - Promu de D2 - Apollon Limassol - EN Paralimni - Aris Limassol - Omonia Aradippou |

## Compétition

### Classement
Le barème utilisé pour établir le classement est le suivant :
- Victoire : 2 points
- Match nul : 1 point
- Défaite : 0 point

| Rang | Équipe                | Pts | J  | G  | N  | P  | Bp | Bc | Diff |
| ---- | --------------------- | --- | -- | -- | -- | -- | -- | -- | ---- |
| 1    | APOEL Nicosie         | 48  | 28 | 23 | 2  | 3  | 72 | 19 | +53  |
| 2    | Omonia Nicosie T C    | 48  | 28 | 21 | 6  | 1  | 66 | 14 | +52  |
| 3    | Pezoporikos Larnaca   | 33  | 28 | 13 | 7  | 8  | 44 | 29 | +15  |
| 4    | EPA Larnaca           | 30  | 28 | 10 | 10 | 8  | 41 | 27 | +14  |
| 5    | AEL Limassol          | 30  | 28 | 14 | 2  | 12 | 41 | 43 | -2   |
| 6    | Apollon Limassol      | 28  | 28 | 7  | 14 | 7  | 36 | 30 | +6   |
| 7    | Anorthosis Famagouste | 26  | 28 | 9  | 8  | 11 | 31 | 31 | 0    |
| 8    | Aris Limassol         | 26  | 28 | 9  | 8  | 11 | 37 | 40 | -3   |
| 9    | EN Paralimni          | 24  | 28 | 8  | 8  | 12 | 23 | 26 | -3   |
| 10   | Olympiakos Nicosie    | 24  | 28 | 8  | 8  | 12 | 27 | 48 | -21  |
| 11   | Alki Larnaca          | 23  | 28 | 8  | 7  | 13 | 27 | 45 | -18  |
| 12   | Keravnos Strovolos P  | 21  | 28 | 7  | 7  | 14 | 35 | 50 | -15  |
| 13   | Omonia Aradippou      | 21  | 28 | 6  | 9  | 13 | 18 | 35 | -17  |
| 14   | APOP Paphos           | 19  | 28 | 5  | 9  | 14 | 23 | 53 | -30  |
| 15   | Evagoras Paphos       | 19  | 28 | 4  | 11 | 13 | 16 | 47 | -31  |

|  | Qualification pour la Coupe des clubs champions 1980-1981                              |
|  | Qualification pour la Coupe des Coupes 1980-1981                                       |
|  | Qualification pour la Coupe UEFA 1980-1981                                             |
|  | Relégation directe en deuxième division                                                |
|  | T : Tenant du titre C : Vainqueur de la Coupe de Chypre P : Promu de deuxième division |

## Bilan de la saison
| Championnat de Chypre de football 1979-1980 |                             |
| Champion                                    | APOEL Nicosie (12e titre)   |
| Coupes et trophées                          |                             |
| Vainqueur de la Coupe de Chypre 1979-1980   | Omonia Nicosie              |
| Qualifications continentales                |                             |
| Coupe des clubs champions 1980-1981         | APOEL Nicosie               |
| Coupe des Coupes 1980-1981                  | Omonia Nicosie              |
| Coupe UEFA 1980-1981                        | Pezoporikos Larnaca         |
| Promotions et relégations                   |                             |
| Promus en Cypriot First Division            | Nea Salamina Famagouste     |
| Relégués en Cypriot Second Division         | APOP Paphos Evagoras Paphos |